# Neuensiener See

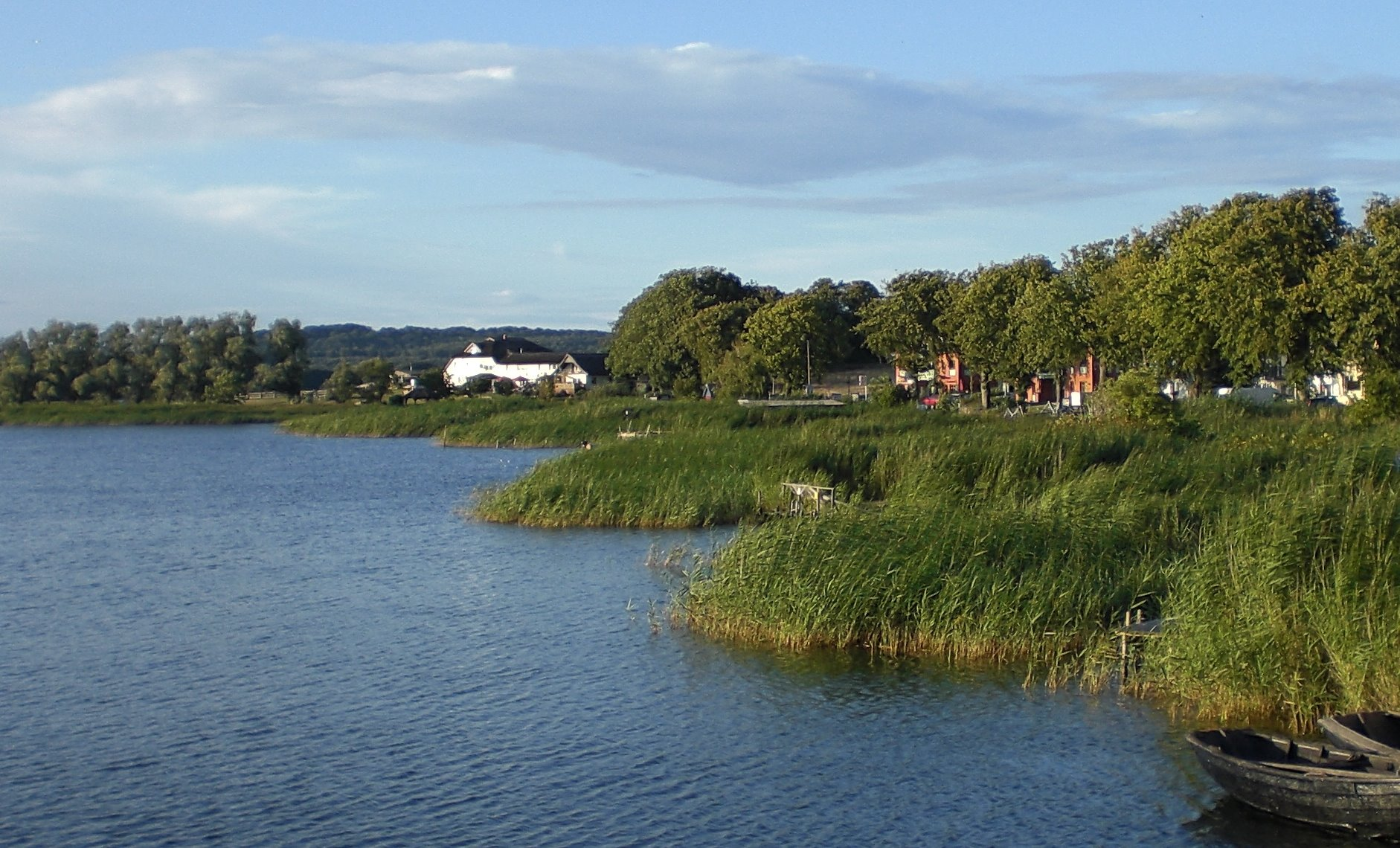
Neuensien am Ufer des Neuensiener Sees

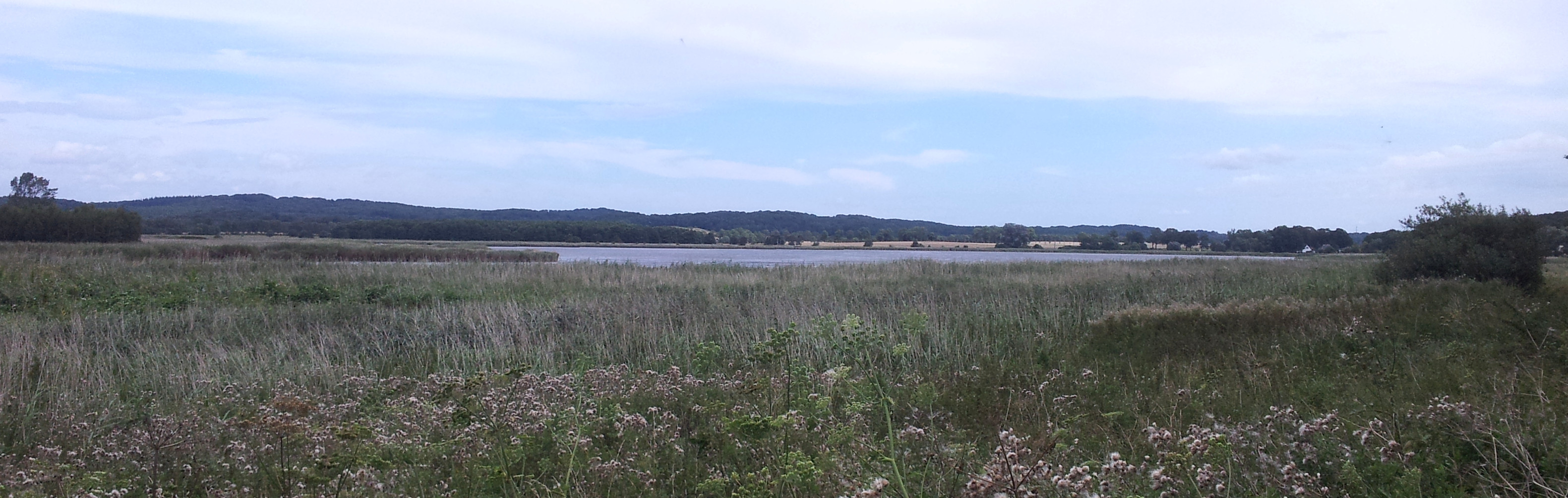
Blick aus Richtung Süd-West nach Nord-Ost über den Neuensiener See

Die Bucht Neuensiener See ist eine Bucht im Nordosten des Rügischen Boddens, die tief in die Granitz im Südosten Rügens einschneidet. Am Ostufer der Bucht liegt der namensgebende Ort Neuensien, ein Ortsteil von Sellin. Im Westen und Norden grenzt die Bucht an die Gemeinde Lancken-Granitz.
Die Bucht ist zirka 1,1 Kilometer lang und bis zu 500 Meter breit bei einer Fläche von 47,2 Hektar und öffnet in Richtung Süden über die Lancker Bek zur Having. Das Gewässer ist sehr flach, nur im Süden am Übergang zur Lancker Bek ist die Bucht über zwei Meter tief. Das Nordufer ist komplett eingedeicht. Die gesamte Bucht und deren Umgebung liegen im Naturschutzgebiet Neuensiener und Selliner See. Nördlich des Sees liegen die teilweise unter dem Meeresspiegel befindlichen Salzwiesen. 
Die Höhen um die Bucht erreichen über vierzig Meter.
Koordinaten: 54° 21′ 38″ N, 13° 38′ 59″ O